# 10372 Моран
10372 Моран (10372 Moran) — астероїд головного поясу, відкритий 26 березня 1995 року.
Тіссеранів параметр щодо Юпітера — 3,396.